# Mortal Kombat 4
Mortal Kombat 4 (сокр. MK4; рус. Смертельная битва 4) — компьютерная игра в жанре файтинг, которая была издана в 1997 году. Это четвёртая по счёту игра в основной серии Mortal Kombat, и первая, полностью сделанная в трёхмерной графике. К тому же это последний проект в серии, созданный для аркадных автоматов. В 1998 году игра Mortal Kombat 4 была перенесена на домашние игровые консоли и персональный компьютер, а также на портативную игровую консоль. Обновлённая версия под названием Mortal Kombat Gold была выпущена годом позже исключительно для Dreamcast. На ежегодной выставке Electronic Entertainment Expo (E3 1998) была представлена версия игры Mortal Kombat 4 для домашних консолей. Официальный пресс-релиз раскрывает маркетинговые планы, связанные с выпуском игры на Nintendo 64. Уже через год на E3 1999 была анонсирована эксклюзивная версия Mortal Kombat Gold.
Геймплей в Mortal Kombat 4 аналогичен предыдущим файтингам основной серии. Наиболее заметным дополнением является использование оружия во время боя и предметов, разбросанных по арене, которые можно бросать в противника. В основе игры лежит противостояние между падшим богом Шинноком и остальными богами. В битве между Добром и Злом принимают участие бойцы разных миров, в то время как Силы Света пытаются остановить Армию Тьмы самого Шиннока, вознамерившегося завоевать все царства.
Игра Mortal Kombat 4 принесла финансовый успех по количеству проданных копий и во многом этому поспособствовала агрессивная рекламная кампания. С момента выпуска, игра вызвала в целом положительную реакцию со стороны критиков, за исключением портативной версии Mortal Kombat 4 на Game Boy Color.

## Игровой процесс
Несмотря на переход к 3D, игра очень похожа на предыдущие файтинги серии. В Mortal Kombat 4 была упразднена система препрограммированных комбо. Вместо них была создана система позволявшая самому игроку создавать комбинации используя обычные и спецприёмы бойцов. Правда из-за того, что в Mortal Kombat 4, как и в предыдущих играх серии удары бойцов почти не различались между собой, новая система получилась однообразной. Mortal Kombat 4 — первая игра серии, в которой персонажи были полностью сделаны в 3D вместо спрайтов. Текстуры для персонажей были взяты с актёров, которые играли персонажей в предыдущих играх серии, а анимация была создана с использованием технологии «захвата движения». В своё время эта технология была революционной, хотя модели персонажей на сегодняшний день выглядят устаревшими. В Mortal Kombat 4 была представлена ограниченная система использования оружия, позволяющая при помощи небольшой комбинации кнопок доставать оружие. У каждого бойца оружие различается внешне, хотя по действию многие из них повторяют друг друга. В Mortal Kombat 4 также появилась возможность двигаться не только вперёд и назад, но и совершать сайдстепы — небольшие шаги в 3D плоскости. В Mortal Kombat 4 появилось ограничение на урон, которое называется «Maximum Damage» — оно включается, когда один игрок наносит урон другому больше установленного. Это ограничение позволяет предотвратить инфиниты (бесконечные комбо), хотя оно может быть отключено при помощи кода. Из-за ошибок в балансировке ударов персонажей, Лю Кан имел возможность частично преодолеть ограничение за счёт комбо, в котором последний удар наносился до maximum damage, но был так силён, что при лимите maximum damage в 48 %, позволял нанести почти 70 % повреждений одним комбо.

## Сюжет
Игра начинается со вступительного монолога Райдэна, где он рассказывает о событиях, предшествовавших проведению турнира «Смертельная битва». Тысячи лет назад Шиннок восстал против остальных Старших Богов, дабы получить непревзойденную власть, он решил захватить молодое Земное Царство. С помощью мистических свойств амулета ему удалось проникнуть в Земное Царство, незамеченным Старшими Богами. И тогда молодой Бог Грома и защитник Земли Рейден повёл войну против Шиннока. Во время этой войны была уничтожена целая цивилизация, но Рейдену всё-таки удалось победить и Шиннок был сброшен в Преисподнюю, где пребывал в течение многих тысяч лет.
Куан Чи привёл в действие свой план по возвращению Шиннока из Преисподней. Куан Чи нанимает Саб-Зиро, чтобы найти древний амулет Шиннока. После поражения Шао Кана и провала вторжения в Земное Царство, Шиннок со своей армией захватывает другие миры. При помощи предательницы из Эдении, Тани, им удалось проникнуть в Эдению. Затем Шиннок направляет свою Армию Тьмы на Небеса, чтобы уничтожить Старших Богов. Рейдену и Фуджину удалось спастись и бежать на Землю, где они собрали лучших воинов Земли, чтобы сразиться с Шинноком и его союзниками.

### Персонажи
Новые персонажи:
- Шиннок — заточённый в Преисподнюю Старший Бог, главный злодей этой части игры. Боунбрэкер — Шиннок валит противника на землю после чего прыгает ему на живот, самый сильный боунбрэкер в игре.
- Куан Чи — таинственный злой колдун, помощник Шиннока. Боунбрэкер — Куан Чи ногами сгибает противнику колени в обратную сторону, после чего тот отлетает.
- Фуджин — бог Ветра, брат и союзник Рейдена.
- Таня — дочь посла Эдении, которая предала свой мир, позволив его захватить силам Шиннока. Боунбрекэр — запрыгивает противнику на шею, делает полный оборот сидя, после чего у противника сворачивается шея.
- Кай — шаолиньский монах, союзник Лю Кенга.
- Рэйко — генерал Армии Тьмы. Боунбрекэр — хватает противника за колени, поднимает над головой и кидает противника от землю.
- Джарек — последний член клана Чёрный Дракон. Боунбрэкер — почти аналогичен таковому у Рэйко, только бросок проводится через себя.

Старые персонажи:
- Лю Кенг — шаолиньский монах, который хочет уничтожить Шиннока
- Джакс — майор специальных сил США, ищет Соню пропавшую вместе с Джареком во Внешнем Мире.
- Джонни Кейдж — голливудская кинозвезда, воскрешённый Райдэном присоединяется к земным воинам в борьбе против Шиннока.
- Рейден — бог грома, руководящий земными воинами в борьбе против Шиннока; один из последних выживших богов Земли.
- Рептилия — заттерианский воин, сосланный в Преисподнюю и присоединившийся к Шинноку. Боунбрэкер — усаживает противника на колени и подходит к нему со спины, после чего сворачивает противнику шею.
- Скорпион — был нанят Куан Чи, чтобы помочь Шинноку уничтожить земных воинов. Боунбрейкер — подходит к противнику сбоку, поднимает его руку, затем наносит удар в подмышку от которого противник подскакивает, отбрасывание противника происходит на один шаг — боунбрейкер может применяться постоянно.
- Сайрекс — был найден Соней и Джаксом они восстанавливают его, но чтобы он стал человеком, им нужны деньги и они принимают участие в этой части MK.
- Сектор — был послан кланом Лин Куэй, чтобы найти Сайрекса, позже Сектор узнаёт, что Сайрекс принял участие в турнире сам, Сектор уничтожает Сайрекса.
- Соня Блейд — член отряда Специальных Сил США, которая охотится за последним воином Чёрного Дракона — Джареком.
- Саб-Зиро — решает помочь Лю Кенгу остановить Шиннока. Боунбрейкер — загибается противнику ногу в колене в обратную сторону, после чего противник скачет на одной ноге в течение двух секунд, Боунбрейкер может применяться постоянно.

Секретные персонажи:
- Нуб Сайбот (только в домашних версиях игры) — старший Саб-Зиро (Би Хан), переродившийся в Нереальности в обличии воина-призрака.
- Горо (только в домашних версиях игры) — представитель расы Шоканов, бывший чемпион «Смертельной битвы»
- Мясо (только в домашних версиях игры) — шуточный персонаж, основанный на модели скелета, используемой в некоторых фаталити.

Босс и подбосс:
- Горо (подбосс, только в домашних версиях)
- Куан Чи (подбосс, только в аркадных версиях)
- Шиннок (босс)

### Арены
- The Mountains (рус. Горы)
- Reptile’s Lair (рус. Логово Рептилии)
- The Shaolin Temple (рус. Шаолиньский Храм) — основан на локации из Mortal Kombat Mythologies: Sub-Zero.
- The Living Forest (рус. Живой лес) — ремейк арены из Mortal Kombat II.
- The Prison (рус. Тюрьма) — основан на локации из Mortal Kombat Mythologies: Sub-Zero, также на этой арене возможно фоновое добивание.
- Goro’s Lair (рус. Логово Горо) — ремейк арены из Mortal Kombat, в домашних версиях здесь происходит бой с Горо, также на этой арене возможно фоновое добивание.
- The Furnace (рус. Топка) — во всех версиях здесь происходит бой с Шинноком.
- Elder Gods (рус. Старшие Боги)
- The Tomb (рус. Гробница)
- The Ice Pit (рус. Ледяная Яма) — есть только в домашних версиях.

## Разработка
По предварительной информации уже в декабре 1996 года известно, что Mortal Kombat 4 будет выполнен в трёхмерной графике. Ожидаемая дата релиза версии для аркадных автоматов намечена на конец апреля или начало мая будущего года; версии для PlayStation и Nintendo 64 запланированы на конец октября. В феврале 1997 года появилась информация, что выход Mortal Kombat 4 перенесён на июль, и, скорее всего, будет совпадать с премьерой фильма-сиквела «Смертельная битва 2: Истребление».
Команда разработчиков увеличилась более чем в два раза, когда Тодд Аллен и Майк Бун присоединились в качестве программистов для Mortal Kombat 4. В марте Эд Бун в интервью для журнала EGM раскрывает некоторые подробности о новой игре. В распоряжении у разработчиков более чем 3000 полигонов для персонажей. В конце мая появилась подробная информация о сюжетной линии в Mortal Kombat 4, где Шиннок будет финальным боссом. В журнале Time Digital опубликована статья с описанием основных аспектов новой игры. В июле был открыт официальный сайт игры.
В период с 25 июля по 11 августа в поддержку игры компания Midway организовывает «MK4 Road Tour» по городам США на трёх декорированных грузовиках с полуприцепами, оборудованными монетными автоматами с Mortal Kombat 4. В течение этого тура появляются первые впечатления от игры в упрощенную версию Mortal Kombat 4, а в то же время работа над игрой продолжается. В конце июля Эд Бун сообщил в чате, что Mortal Kombat 4 покажет все предыдущие особенности[чего?], а также оружие и сбалансированные движения персонажей в трёхмерной графике. В августе в журнале GamePro было опубликовано интервью с Эдом Буном, где он сообщил о сюжетной связи между Mortal Kombat 4 и Mortal Kombat Mythologies: Sub-Zero. В новую игру планируется ввести от 12 до 15 персонажей. Кроме этого, в начале августа поступила информация, что новейшая версия программного обеспечения для Mortal Kombat 4 будет использоваться в «MK4 Road Tour» во время остановки в Чикаго. Дополнения включают в себя новые приёмы для Куан Чи, Шиннока и Райдэна, а также в игре появятся двое новых персонажей: Кай и Рептилия. Спустя время на официальном сайте Эда Буна в разделе, посвящённом Mortal Kombat 4 были названы все 12 персонажей, а также представлены особенности игрового процесса. В конце августа была представлена бета-версия Mortal Kombat 4 с дополнительным набором функций и улучшениями. Также был обновлён список сайтов с тестированием бета-версии. В ожидании предстоящего релиза было объявлено о появлении пустых офисов торговых представителей Mortal Kombat 4 в городах на территории США. Уже в начале сентября в Чикаго была представлена новая тестовая версия, а вскоре поступила информация об обновлении Mortal Kombat 4 до версии 0.99, где были устранены ошибки, обнаруженные в игре во время «MK4 Road Tour». 11 сентября 1997 года с незначительными исправлениями была выпущена версия 1.0. Компания Midway рассылает документацию владельцам аркадных автоматов с Mortal Kombat 4. Это руководство содержит вкладыш с подробной информацией о том, как можно включить или выключить Fatality, используя DIP-переключатель. В конце сентября сообщили о предстоящем запуске переработанной версии, ожидаемая дата следующего релиза запланирована на 6 октября. Затем в процессе разработки были представлены отчёты о внесённых изменениях в новую версию игры.
Компания Eurocom, занимавшаяся уже портированием War Gods на домашние консоли, также перенесла Mortal Kombat 4 на Nintendo 64, PlayStation и ПК с актуальной в то время версией Windows 95 DirectX API.

## Версии и выпуски
Mortal Kombat 4 был портирован на PC, PlayStation, Nintendo 64 и Game Boy Color.
Все порты МК4, исключая версию Game Boy Color, включают в себя эксклюзивное содержание, которого не было в оригинальной аркадной версии. Самым большим добавлением в домашние версии стал Горо, который появляется, как подбосс перед битвой с Шинноком. Также была добавлена арена Ледяная Яма (англ. Ice Pit) — заснеженная арена находящееся в яме, покрытой льдом. Ещё одним дополнением стал набор альтернативных костюмов для некоторых персонажей. В аркадной версии был только один набор альтернативных костюмов. Также аркадная версия и версия для Nintendo 64 используют движок игры при проигрывании концовок персонажей, а версии для PlayStation и PC используют CGI-ролики.
Версия для GBC основана на Mortal Kombat 3 для этой консоли. В этой игре есть 9 персонажей: Райдэн, Куан Чи, Фудзин, Лю Кан, Саб-Зиро, Рэйко, Таня, Скорпион и секретный персонаж Рептилия. Шиннок все ещё последний босс. В игре есть несколько клипов , и во время проведения Фаталити используются короткие видеоролики. Сзади на коробке из-под игры можно увидеть таблицу выбора бойцов из бета версии игры на которой можно увидеть Джонии Кейджа, Кая и Соню, вместо Куан Чи, Лю Кана и Тани.

## Отзывы и критика
| Сводный рейтинг       | Сводный рейтинг                                       |
| Агрегатор             | Оценка                                                |
| --------------------- | ----------------------------------------------------- |
| GameRankings          | 76,07 % (N64) 75,75 % (PS) 72,14 % (ПК) 46,00 % (GBC) |
| MobyRank              | (N64) 80/100 (PS) 74/100 (PC) 63/100 (GBC) 42/100     |
| Иноязычные издания    |                                                       |
| Издание               | Оценка                                                |
| AllGame               | (PC) · (PS) · (N64) · (ARC) · (GBC)                   |
| GameSpot              | 8,9/10 (N64) 8,6/10 (PS) 8,3/10 (PC) 3,5/10 (GBC)     |
| IGN                   | 8,8/10 (N64) 8,0/10 (PS) 8,0/10 (PC) 4,0/10 (GBC)     |
| Русскоязычные издания |                                                       |
| Издание               | Оценка                                                |
| «Игромания»           | [ 68 ]                                                |